# 国際回折データセンター
国際回折データセンター(International Centre for Diffraction Data, ICDD)は、粉末の回折データの収集や公開などを目的とした非営利組織。回折などに関わる教育や啓蒙活動も行っており、研究者や学生に対する賞の授与やX線回折のワークショップなども定期的に行っている。本部はアメリカ合衆国のペンシルバニア州、フィラデルフィアの近郊に位置するニュータウンスクエア。およそ300人の科学者がボランティアで参加しており、その他数十人の職員が本部において有給で勤務している。ICDDが作成したデータベースは有料で配布されており、その利用料収入によってICDDの運営費の多くがまかなわれている。

## 歴史
1938年にダウケミカルの研究者であったHanawaltやFrevelらは、1000件の粉末X線回折パターンをカード形式に纏めて記録、分類したデータベースを作成し、それを元に未知試料の相分析を行う方法についての論文を発表した。米国材料試験協会 (ASTM)はHanawaltらの仕事に着目し、1941年にASTMの支援の下に粉末回折法による化学分析のための合同委員会が設立され、粉末X線回折のデータベースであるPowder Diffraction File (PDF)が策定された。合同委員会の初代委員長を務めたのがペンシルバニア州立大学の教授であったため、合同委員会の本部もペンシルバニア州立大学に置かれることになった。1969年、PDFを維持管理するための専門組織として粉末回折標準のための合同委員会 (JCPDS)が設置され、合同委員会の本部もフィラデルフィア近郊のニュータウンスクエアに移された。その後、1978年に国際的な関与を明確にするために国際回折データセンターと改名された。
1986年より、ケンブリッジ大学出版局を通じて学術雑誌"Powder Diffraction"を発行している。季刊誌であり、年間で4冊が刊行される。2015年のインパクトファクターは0.763、2021年では2.554。主に散乱を利用した構造解析による材料評価を取り扱っており、実用的な技術に重点が置かれている。
1991年には、結晶学分野を学ぶ学生のための奨学金基金としてLudo Frevel結晶学奨学金基金を設立した。この基金は個人や民間の産業界からの寄付によって運営されており、2012年までに161人の学生に対して総額およそ31万ドルが奨学金として提供されている。

## データベース
ICDDが収集したデータベースはPowder Diffraction File (PDF)と呼ばれ、その内容は面間隔(d値)とそれに対応したピーク強度のデータからなっている。PDFに収録されているデータは多くの学術雑誌から収集され、ICDDによる研究助成による成果や、ボランティアによる提供なども含まれる。これらのデータはICDDによる審査を受けた上でPDFに収録される。PDFは実測値を重視したデータ収集を行っているため、同一物質の重複登録が多く含まれている。PDFのデータは毎年更新されており、新規データの追加や既存データのブラッシュアップが行われる。
PDFはレベル1からレベル4までの分類があり、レベル1がその基本的なデータ集となる。レベル2は、ドイツ専門情報センターおよびアメリカ国立標準技術研究所が運営する無機結晶データベース(ICSD)に収録された結晶構造データから逆算することによって計算された回折データが含まれており、PDF-2として公表されている（ただし、結晶構造データそのものは含まれない）。レベル4はさらにPDF-4+、PDF-4/Organics、PDF-4/Mineralsに分類され、それぞれ無機（鉱物系も含む）、有機、鉱物系のデータが収集されている。レベル4のデータベースには、レベル2のデータベースには含まれない結晶構造データそのものも含まれており、PDF-4+ではLinus Pauling File (LPF)に含まれる結晶構造データから計算されたデータが追加されている。PDF-4/Organicsはケンブリッジ大学と共同開発されたデータベースで、ケンブリッジ結晶構造データベースに収録された結晶構造データおよび、そこから逆算して計算された回折データが収録されている。PDF-4/Mineralsは、PDF-4+から鉱物に関するデータを抜粋したものである。レベル3はレベル2に実サンプルの回折データを附属したものとして位置付けられているが、公開されていない。